# 채환
채환(본명: 이헌승, 1974년 4월 18일~)은 대한민국의 인플루언서이다.

## 학력
- 광운대학교 경영대학원 수료
- 세명대학교 방송연예학과 졸업

## 음반
- 2005년 빛, 희망, 행복 그리고 채환
- 2007년 1집 Rainbow
- 2008년 2008 Fighting Again
- 2008년 해피싱어 채환의 사랑 발라드 Remake Vol. 1
- 2008년 해피싱어 채환의 슬픈 발라드 Remake Vol. 2
- 2008년 해피싱어 채환의 통기타 연가 Remake Vol. 3
- 2009년 채환 Remake Vol.4
- 2009년 해피싱어 채환 명품리메이크 Vol 5
- 2009년 해피싱어 채환 명품리메이크 Vol 5
- 2009년 내사랑 이쁜이
- 2009년 7집 명품 Remake
- 2009년 다바쳐
- 2010년 채환 자작곡소품집 (1) / 기타한대로.집에서
- 2010년 대한민국 응원가 (축구 응원가)
- 2011년 해피싱어 프로젝트 1
- 2012년 채환 소품집
- 2012년 해피싱어 채환의 불후의 명곡 1
- 2012년 아버지 막걸리
- 2012년 말리꽃, 그남자
- 2013년 희망세상 만들기
- 2013년 삼성화재 블루팡스 응원가
- 2013년 너여야만 해
- 2013년 밥 한번 먹자
- 2013년 독도사랑앨범 (독도는 우리땅)
- 2013년 한강의 기적
- 2013년 4대강의 눈물 (4대강의 편지)
- 2013년 씹지마송
- 2013년 막걸리 (대작)
- 2013년 2집 희파콘서트
- 2014년 채환 김광석거리 다시부르기 모노드라마 콘서트음반
- 2014년 너여야만 해
- 2017년 감꽃 (고향)
- 2017년 포천시 로고송 (나눔장터 벼룩장터)
- 2017년 일어나 그대

## 제작
- CJB 청주방송(SBS의 충청북도 가맹) 로고송

## 홍보대사
- 1998년 한국복지재단 경기지역본부 명예대사
- 2013년 한국자살예방교육협회 홍보대사
- 2015년 경상북도 청도군 홍보대사
- 2015년 서울특별시 강서구 홍보대사

## 수상
- 2006년 몽골 문화관광부 장관상 수상